# Verschijning van de Onbevlekte Maagd en Pius X-kerk
De Verschijning van de Onbevlekte Maagd en Pius X-kerk of Onze-Lieve-Vrouw van Lourdeskerk is een parochiekerk in de Heerlense wijk Molenberg, gelegen aan de Gerard Bruningstraat 4. Deze kerk wordt ook wel Onze-Lieve-Vrouw van Lourdeskerk genoemd.

## Geschiedenis
De parochie "De Verschijning van de Onbevlekte Maagd" werd op 5 juli 1919 opgericht. Bij gebrek aan officieel kerkgebouw werd aanvankelijk de Hoeve Molenberg als noodkerk in gebruik genomen. In 1926 begon de bouw van de parochiekerk, naar ontwerp van Caspar Franssen en zijn zoon Joseph Franssen. Op 11 februari 1927 vond tijdens de bouw een dodelijk ongeval plaats wat aan twee mensen het leven kostte. Op 17 juli 1935 vond de consecratie van de kerk plaats door bisschop Guillaume Lemmens.  In 1936 werd het Lourdes-altaar geplaatst.
Einde jaren '50 van de 20e eeuw werd in Molenberg ook de Pius X-parochie opgericht, welke in 1992 weer werd opgeheven en bij de Verschijningsparochie gevoegd.
In 2003 is de kerk zowel aan de binnen- als buitenzijde gerestaureerd.

## Gebouw
Het betreft een bakstenen basilicale kruiskerk met neoromaanse kenmerken en kenmerken van basilicastijl. Het merendeel van het interieur toont schoon metselwerk. De kerk heeft twee torens aan de koorzijde, die beide door een tentdak worden gedekt. De kerk staat op een helling. Een trap leidt naar de ingang van het gebouw.
Het hardstenen doopvont wordt gesierd door vier maskers, zoals dat ook in vroegmiddeleeuwse kerken gebruikelijk was.